# Šamac
Šamac (cyr. Шамац), dawniej Bosanski Šamac – miasto w Bośni i Hercegowinie, w Republice Serbskiej, siedziba gminy Šamac. W 2013 roku liczyło 4709 mieszkańców.